# 貝希克迪聚
貝希克迪聚（土耳其語：Beşikdüzü）是土耳其的城鎮，位於該國東北部，由特拉布宗省負責管轄，主要經濟活動有漁業和林業，該區盛產榛果，2011年人口12,509。

## 外部連結
- District municipality's official website （页面存档备份，存于） （土耳其文）
- Beşikdüzü VR Photography （页面存档备份，存于） （土耳其文）

41°02′58″N 39°14′07″E / 41.04944°N 39.23528°E